# Labro ängar
Labro ängar este o arie protejată (arie specială de conservare — SAC, sit de importanță comunitară — SCI, arie de protecție specială avifaunistică — SPA) din Suedia întinsă pe o suprafață de 81,6 ha, integral pe uscat.

## Localizare
Centrul sitului Labro ängar este situat la coordonatele 58°45′30″N 17°05′06″E / 58.7583°N 17.0849°E.

## Înființare
Situl Labro ängar a fost declarat sit de importanță comunitară în ianuarie 1998 pentru a proteja 4 specii de animale. Alte tipuri de protecție:
- arie de protecție specială avifaunistică (în iulie 2000)[2]
- arie specială de conservare (în martie 2011)[1][3][4]

## Biodiversitate
Situată în ecoregiunile boreală și marină baltică, aria protejată conține 5 habitate naturale: Pășuni de coastă din Baltica boreală, Pășuni din zone de pădure fino-scandinave, Fânețe de joasă altitudine (Alopecurus pratensis, Sanguisorba officinalis), Pajiști fino-scandinave uscate până la mezice, bogate în specii de altitudine mică, Pajiști cu Molinia pe soluri calcaroase, turboase sau argilos-nămoloase (Molinion caeruleae).
La baza desemnării sitului se află mai multe specii protejate de  păsări (4): erete de stuf (Circus aeruginosus), cristeiul de câmp (Crex crex), ciocănitoare neagră (Dryocopus martius), vultur pescar (Pandion haliaetus).